# 周濟 (嘉慶進士)
周济（1781年—1839年），字保绪，一字介存，号未斋，晚号止庵，江苏荆溪（今江苏宜兴）人，清朝词人及词论家。

## 生平
嘉庆十年（1805年）进士，曾官淮安府府学教授，后辞官，道光八年寓居南京春水園。因食貧復任淮安府學教授。適漕運總督周天爵駐節淮安，周天爵擢升兩江總督極力邀請周濟同往，答應為其盡刊所著書籍，但周濟于道光十九年七月三日卒于武昌，周天爵派人將其歸葬荊溪。

## 学术成就
周济是董士锡的弟子，继承了张惠言的词论传统，一般被稱為常州词派的集大成者。他论词强调寄托；自作词意旨较为隐晦。

## 著作
著有《味隽斋词》、《词辨》、《介存斋论词杂著》、《晋略》。编有《宋四家词选》。

## 延伸阅读
[在维基数据编辑]
 《清史稿/卷486》，出自趙爾巽《清史稿》
 《清史稿/卷486》